# Ecorregión terrestre campos y malezales
La ecorregión terrestre campos y malezales es una georregión ecológica situada en llanuras y lomadas del centro-este de América del Sur. Se la incluye entre los pastizales, sabanas, y matorrales tropicales del neotrópico de la ecozona Neotropical.

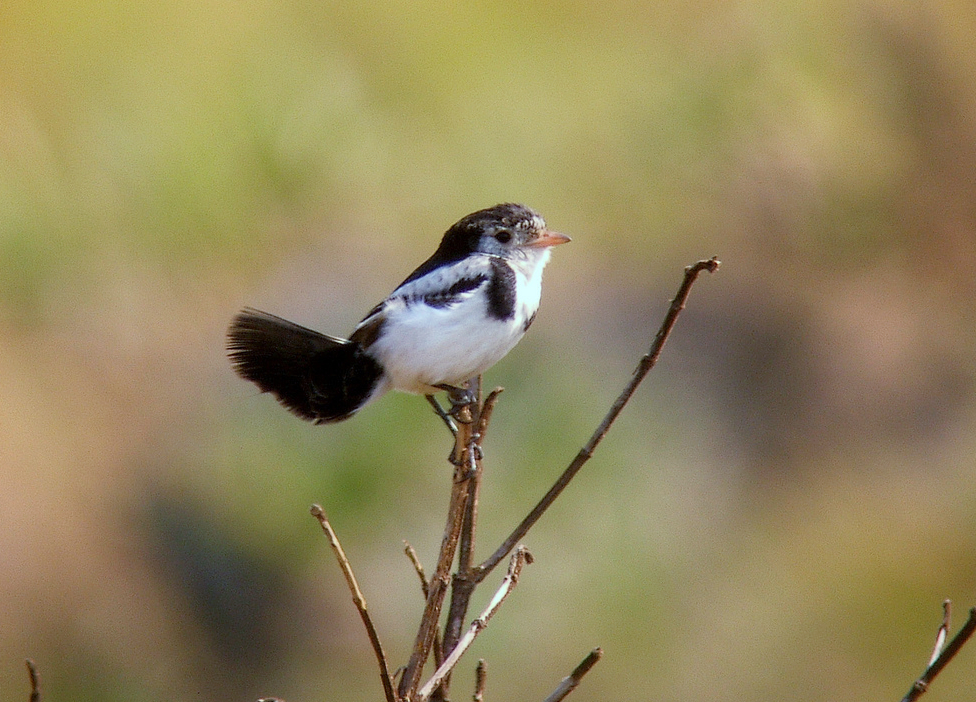
El yetapá chico es una especie de ave característica de esta ecorregión.

## Distribución

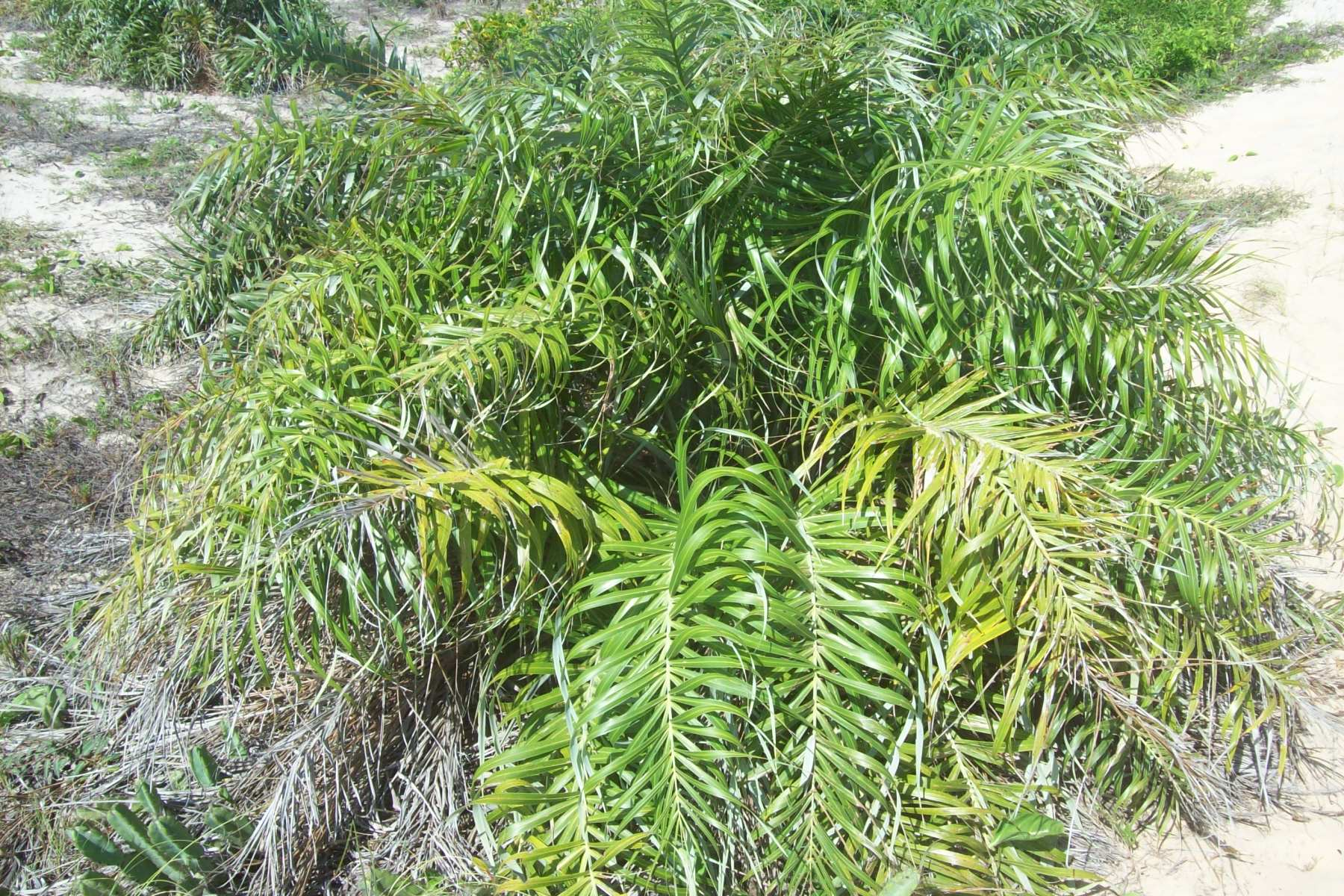
Allagoptera, género de palmas enanas típicas del Cerrado, también presente en esta ecorregión.

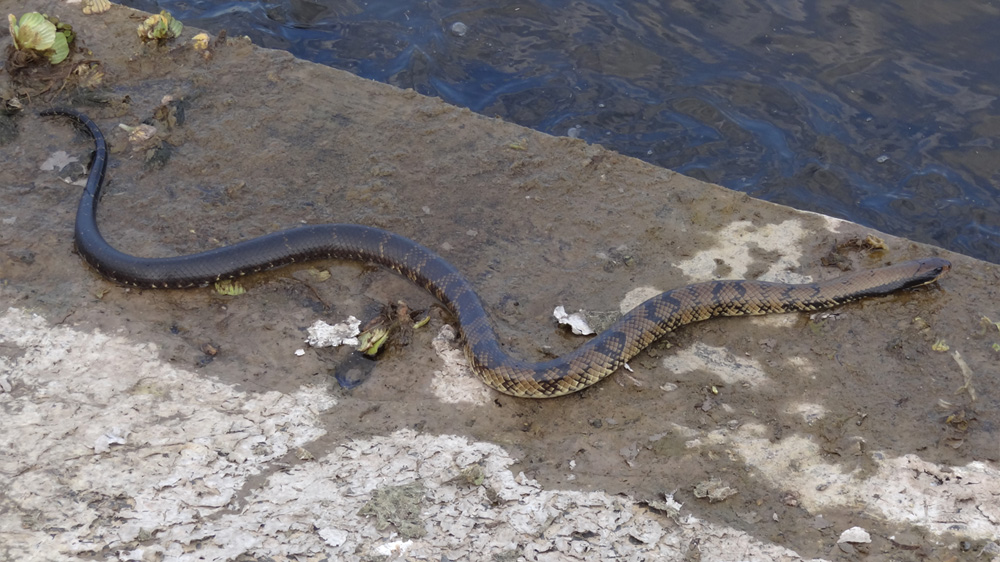
La ñacaniná es un reptil común en esta ecorregión.

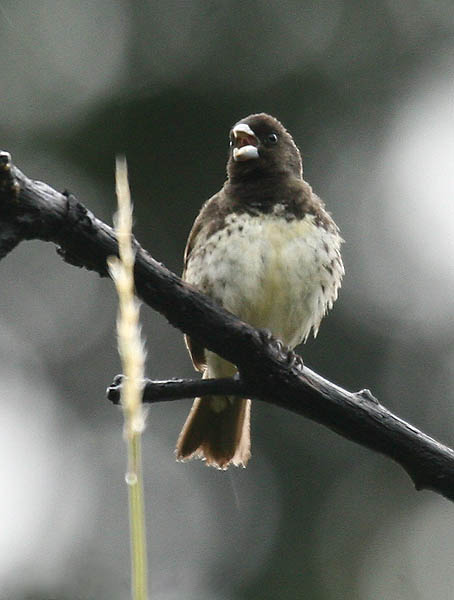
El espiguero amarillo es una especie de ave característica de esta ecorregión.

Esta ecorregión se distribuye en el nordeste de la Argentina, desde el nivel del mar hasta los 200 m s. n. m.. Se encuentra en el nordeste de Corrientes, y el sur de Misiones.
Seguramente también se presenta en el sur del Paraguay y el sector noroccidental del estado de Río Grande del Sur, en el sur del Brasil.
Si bien internacionalmente se la unifica con la ecorregión terrestre sabanas mesopotámicas del Cono Sur formando una sola ecorregión, algunos especialistas (no solo argentinos) creen que se deben incluir en ecorregiones distintas.
Esta ecorregión, especialmente en su sector septentrional, presenta una notable relación de su biota con la ecorregión del Cerrado.

## Características geográficas
Comprende llanuras y penillanuras, siendo muy raras las sierras, las que en todo caso apenas superan los 200 m s. n. m..

## Características biológicas

### Flora
Esta ecorregión presenta, en su mayor parte, formaciones de sabanas, tanto de zonas no inundables como de otras que, durante algunos meses del año, se encharca su superficie. En ambos casos se encuentran selvas en galería sobre los ríos, y pequeños sectores de selva clímax, los que localmente son denominados “capones”, y están relacionados con la posibilidad de acceso al agua de la primera napa freática.
Fitogeográficamente, esta ecorregión se corresponde de manera sincronizada al distrito fitogeográfico de los campos y malezales  de la provincia fitogeográfica paranaense.   
El sector septentrional de esta ecorregión presenta una notable relación de su biota con la provincia fitogeográfica del cerrado.

### Fauna
Mamíferos
Se presentan numerosas especies de mamíferos. En las costas de ríos se encuentra el carpincho, el lobito de río, etc. En los montes y sabanas son comunes la corzuela parda, el zorro gris, el zorro del monte, el gato montés, el yaguaroundí, el  aguará popé, el zorrino, el coatí, la comadreja overa, la comadreja colorada, el cuis común, varias especies de armadillos, etc. Otros, en cambio, son muy raros por contar con poblaciones amenazadas o directamente extintas en esta ecorregión, por ejemplo el yaguareté austral, el puma del este de América del Sur, el pecarí de collar, el lobo gargantilla, el aguará guazú, etc. Aún mantiene algunos escasos rebaños el venado de las pampas chaqueño (Ozotoceros bezoarticus leucogaster).
Aves
Entre sus especies de aves características destacan varias con algún grado de amenazada, por ejemplo el ñandú, el coludo chico, el yetapá grande, el yetapá chico, el yetapá de collar, el afrechero canela, el espiguero patativa, el espiguero amarillo, el corbatita boina negra, el tordo amarillo, la viudita blanca grande, etc.
Reptiles
Los reptiles son variados en las proximidades de los ríos, donde se observan: tortuga de arroyo común, yacaré overo, etc. En el monte o las sabanas son comunes el lagarto overo, la yarará grande, las corales, la musurana (Boiruna maculata), y grandes culebras como la ñacaniná.